# Ministerium für Wohlfahrt und Soziale Dienste (Israel)
Das israelische Ministerium für Wohlfahrt und Soziale Dienste (hebräisch משרד הרווחה והשירותים החברתיים Misrad haRewacha we-haScherutīm haChevratijjīm) ist zuständig für die Wohlfahrt und soziale Dienstleistungen.

## Liste der Minister
| Minister                 | Partei                                     | Regierung                        | Amtsdauer                              |
| ------------------------ | ------------------------------------------ | -------------------------------- | -------------------------------------- |
| Jitzhak-Meir Levin       | Agudat Jisra’el Vereinigte religiöse Front | Prov., 1., 2., 3.                | 14. Mai 1948 – 18. September 1952      |
| Chaim-Mosche Schapira    | HaPo’el haMisrachi Mafdal                  | 4., 5., 6., 7., 8.               | 24. Dezember 1952 – 1. Juli 1958       |
| Fritz Naphtali           | Mapai                                      | 8.                               | 25. Januar 1959 – 17. Dezember 1959    |
| Josef Burg               | Mafdal                                     | 9., 10., 11., 12., 13., 14., 15. | 17. Dezember 1959 – 1. September 1970  |
| Ja’akov-Micha’el Chasani | Mafdal                                     | 15., 16.                         | 1. September 1970 – 4. April 1974      |
| Viktor Schem-Tow         | HaMaʿarach                                 | 17.                              | 3. Juni 1974 – 29. Oktober 1974        |
| Ja’akov-Micha’el Chasani | Mafdal                                     | 17.                              | 30. Oktober 1974 – 2. Juli 1975        |
| Jitzchak Rabin           | HaMaʿarach                                 | 17.                              | 7. Juli 1975 – 29. Juli 1975           |
| Josef Burg               | Mafdal                                     | 17.                              | 29. Juli 1975 – 4. November 1975       |
| Sebulon Hammer           | Mafdal                                     | 17.                              | 4. November 1975 – 22. Dezember 1976   |
| Mosche Bar’am            | HaMaʿarach                                 | 17.                              | 16. Januar 1977 – 20. Juni 1977        |
| Menachem Begin           | Likud                                      | 18.                              | 20. Juni 1977 – 24. Oktober 1977       |
| Jisraʾel Katz            | kein Abgeordneter                          | 18.                              | 24. Oktober 1977 – 5. August 1981      |
| Aharon Abuchazira        | Tami                                       | 18.                              | 5. August 1981 – 2. Mai 1982           |
| Aharon Uzan              | Tami                                       | 19., 20.                         | 3. Mai 1982 – 13. September 1984       |
| Mosche Katzav            | Likud                                      | 21., 22.                         | 13. September 1984 – 22. Dezember 1988 |
| Jitzchak Schamir         | Likud                                      | 23.                              | 22. Dezember 1988 – 7. März 1990       |
| Roni Milo                | Likud                                      | 23.                              | 7. März 1990 – 11. Juni 1990           |
| Jitzchak Schamir         | Likud                                      | 24.                              | 11. Juni 1990 – 13. Juli 1992          |
| Jitzchak Rabin           | Awoda                                      | 25.                              | 13. Juli 1992 – 31. Dezember 1992      |
| Ora Namir                | Awoda                                      | 25., 26.                         | 31. Dezember 1992 – 21. Mai 1996       |
| Eli Jischai              | Schas                                      | 27., 28.                         | 18. Juni 1996 – 11. Juli 2000          |
| Ra’anan Cohen            | Jisraʾel Achat                             | 28.                              | 10. August 2000 – 7. März 2001         |
| Schlomo Benisri          | Schas                                      | 29.                              | 7. März 2001 – 23. Mai 2002            |
| Ariel Scharon            | Likud                                      | 29.                              | 23. Mai 2002 – 3. Juni 2002            |
| Schlomo Benisri          | Schas                                      | 29.                              | 3. Juni 2002 – 28. Februar 2003        |
| Sebulon Orlew            | Mafdal                                     | 30.                              | 3. März 2003 – 11. November 2004       |
| Ehud Olmert              | Kadima                                     | 31.                              | 4. Mai 2006 – 21. März 2007            |
| Jitzchak Herzog          | Avoda                                      | 31., 32                          | 21. März 2007 – 19. Januar 2011        |
| Mosche Kachlon           | Likud                                      | 32.                              | 19. Januar 2011 – 18. März 2013        |
| Meir Kohen               | Jesch Atid                                 | 33.                              | 18. März 2013 – 14. Mai 2015           |
| Haim Katz                | Likud                                      | 34.                              | 14. Mai 2015 – 16. August 2019         |
| Ofir Akunis              | Likud                                      | 34.                              | 20. Januar 2020 – 17. Mai 2020         |
| Itzik Shmuli             | Avoda                                      | 35.                              | 17. Mai 2020 – 3. Februar 2021         |
| Benny Gantz              | Chosen LeJisra’el                          | 35.                              | 3. Februar 2021 – 13. Juni 2021        |
| Meir Cohen               | Jesch Atid                                 | 36.                              | 13. Juni 2021 – 29. Dezember 2022      |
| Jaʿaqov Margi            | Schas                                      | 37.                              | 29. Dezember 2022 – amtierend          |

## Stellvertretende Minister
| stellvertretende Minister  | Partei                     | Regierung     | Amtsdauer                                                  |
| -------------------------- | -------------------------- | ------------- | ---------------------------------------------------------- |
| Schlomo-Jisraʾel Rosenberg | HaMisrachi                 | 4.            | 5. Januar 1953 – 26. Januar 1954                           |
|                            |                            |               |                                                            |
| Schlomo-Jisraʾel Rosenberg | HaMisrachi                 | 8.            | 13. Januar 1958 – 1. Juli 1958                             |
|                            |                            |               |                                                            |
| Ben-Zion Rubin             | Mafdal Tami                | 18., 19., 20. | 11. August 1981 – 13. September 1984                       |
| Menachem Porusch           | Agudat Jisra’el            | 21.           | 24. September 1984 – 2. Dezember 1985                      |
| Rafael Pinchasi            | Schas                      | 21., 22.      | 2. Dezember 1985 – 22. Dezember 1988                       |
| Mosche Se’ev Feldman       | Agudat Jisra’el            | 23.           | 22. Dezember 1988 – 31. Oktober 1989                       |
| Menachem Porusch           | Agudat Jisra’el            | 24.           | 19. November 1990 – 13. Juli 1992                          |
| Schmu’el Halpert           | Agudat Jisra’el            | 24.           | 8. Juni 1991 – 13. Juli 1992                               |
|                            |                            |               |                                                            |
| Jitzchak Waknin            | Schas                      | 29.           | 2. Mai 2001 – 20. Mai 2002 3. Juni 2002 – 28. Februar 2003 |
| Abraham Rawitz             | Vereinigtes Thora-Judentum | 30.           | 30. März 2005 – 4. Mai 2006                                |
|                            |                            |               |                                                            |
| Meschulam Nahari           | Schas                      | 34.           | 19. Mai 2015 – 13. Januar 2016                             |
| Meschulam Nahari           | Schas                      | 34., 35.      | 28. Januar 2020 – amtierend                                |